# Lanao del Sur
Lanao del Sur is een provincie van de Filipijnen op het eiland Mindanao. De provincie maakt deel uit van regio ARMM (Autonomous Region in Muslim Mindanao). De hoofdstad van de provincie is Marawi. Bij de census van 2015 telde de provincie ruim een miljoen inwoners.

## Geografie

### Bestuurlijke indeling
Lanao del Sur bestaat uit 1 stad en 39 gemeenten.

#### Stad
- Marawi

#### Gemeenten
| - Bacolod-Kalawi - Balabagan - Balindong - Bayang - Binidayan - Buadiposo-Buntong - Bubong - Bumbaran - Butig - Calanogas - Ditsaan-Ramain - Ganassi - Kapai | - Kapatagan - Lumba-Bayabao - Lumbaca-Unayan - Lumbatan - Lumbayanague - Madalum - Madamba - Maguing - Malabang - Marantao - Marogong - Masiu - Mulondo | - Pagayawan - Piagapo - Picong - Poona Bayabao - Pualas - Saguiaran - Sultan Dumalondong - Tagoloan II - Tamparan - Taraka - Tubaran - Tugaya - Wao |

Deze stad en gemeenten zijn weer verder onderverdeeld in 1159 barangays.

## Demografie
Lanao del Sur had bij de census van 2015 een inwoneraantal van 1.045.429 mensen. Dit waren 112.169 mensen (12,0%) meer dan bij de vorige census van 2010. Ten opzichte van de census van 2000 was het aantal inwoners gegroeid met 245.267 mensen (30,7%). De gemiddelde jaarlijkse groei in die periode kwam daarmee uit op 2,19%, hetgeen hoger was dan het landelijk jaarlijks gemiddelde over deze periode (1,72%).

De bevolkingsdichtheid van Lanao del Sur was ten tijde van de laatste census, met 1.045.429 inwoners op 13494,37 km², 77,5 mensen per km².

## Economie
Lanao del Sur is een relatief arme provincie. Uit cijfers van de National Statistical Coordination Board (NSCB) uit het jaar 2003 blijkt dat 44,6% (11.675 mensen) onder de armoedegrens leefde. In het jaar 2000 was dit nog 61,6%. Daarmee staat Lanao del Sur 26e op de lijst van provincies met de meeste mensen onder de armoedegrens. Van alle 79 provincies staat Lanao del Sur 17de op de lijst van provincies met de ergste armoede.